# 土曜 トモラジ いいね
土曜 トモラジ いいね（どようトモラジいいね）は、2012年10月6日から2014年9月27日まで青森放送（RABラジオ）で毎週土曜日9:00 - 12:00に生放送されていたラジオ番組である。
番組公式キャラクター『クマイル』は
青森出身イラストレーター 柿崎こうこ デザイン。
くまの【クマイル】というキャラクター名は、番組内で多数のリスナーからの投票と応募で決定。
人気キャラクターとなり、番組内でプレゼントされる『クマイルノート』というレアグッズもありました。

## 概要
『成田洋明とサタデー夢ラジオ』の後番組であり、夢ラジオの午前枠を担っている。
放送時間は毎週土曜 9:00〜12:00。
Ustreamを使ってスタジオ内部の様子について配信を開始し、放送終了の2014年9月27日まで配信されていた。（10:20～12:00）
初回の2012年10月6日の放送は青森放送開局60年を記念して「RABラジオ感謝祭」ということでサンロード青森からの公開放送となった。
2013年3月23日の放送は、青森放送主催の「RAB健康と食フェア」の併催行事としてアスパムからの、公開生放送となった。

## 出演者

### メインパーソナリティー
- 夏目浩光
- 筋野裕子

### ラジオカーリポーター
- 成田洋明（青森）
- 奈良岡香織（弘前）
- 中島美華（八戸）
  - 奈良岡と中島は、｢サタデー夢ラジオ｣のラジオカーリポーターから続投。
  - 成田は、終了した前任番組のMCから移動。

### ゲストパーソナリティー
- 柿崎こうこ（イラストレーター） - 月2回出演
- アーサー・ビナード（詩人・俳人） - 月1回出演。
  - アーサーは｢サタデー夢ラジオ｣から続投。
- 竹内奈緒美 （ピアニスト）- 「あさは ぽえむで いいね!」のBGMを担当。
- 齋藤春香（元ソフトボール女子日本代表監督）- 「RAB SPORTS WAVE 集まれ!アスリート!!」のコメンテーターを担当。

## 主なコーナー
- 9:05 - 東奥日報ニュース
- 9:10 - 天気予報
- 9:15 - ラジオカーレポート
- 9:17 - あさは ぽえむで いいね!
  - 詩人のアーサー・ビナードが選んだ詩を、毎週一つずつ読むコーナー。
- 9:25 - ジャパネットたかたラジオショッピング土曜版[2]※
- 9:30 - NEWSにならないにゅうす
- 9:50 - リクエスト&メッセージ
- 10:00 - 東奥日報ニュース
- 10:20 - トモラジインフォメーション
- 10:35 - トモラジナウ
- 11:00 - 東奥日報ニュース
- 11:05 - RAB SPORTS WAVE 集まれ!アスリート!!（2014年10月4日から独立番組となり、土曜17:00-17:15で放送）※
- 11:40 - リクエスト＆メッセージ

※印の番組は、内包された番組。

## かつて放送されたコーナー
- 弘大生が描くあおもり LEAF Life（2012年10月27日まで)
- TOYOTA presents 辻よしなりの「週末アソビナビ」（2013年3月30日まで)